# Пропорційна ланка

Пропорці́йна ла́нка — поняття, що належить до  Теорії автоматичного керування. Елемент системи автоматичного регулювання. Пропорційні ланки САР — це найпростіші ланки. Прикладами може бути подільник напруги, важіль, механічний редуктор, підсилювальний каскад тощо. Для цих ланок справедлива пропорційна залежність між вхідною і вихідною величинами:

{\displaystyle y=kx}, 

де {\displaystyle x} — вхідна величина, {\displaystyle y} — вихідна величина, k — коефіцієнт підсилення.
Передавальна функція чисельно дорівнює коефіцієнту підсилення:
{\displaystyle W(p)=k}